# Ianca (Olt)
Ianca é uma comuna romena localizada no distrito de Olt, na região de Oltênia. A comuna possui uma área de 106.72 km² e sua população era de 4232 habitantes segundo o censo de 2007.